# والری بار
والری بار (به انگلیسی: Valerie Barr)؛ دانشمند رایانه آمریکایی و استاد برجسته علوم رایانه عضو صلیب مارگارت همیلتون در کالج بارد است. او قبلاً کرسی وقفی ژان سامت را در بخش علوم رایانه در کالج مونت هولیوک در ساوت هدلی، ماساچوست داشت. او به خاطر فعالیتش با زنان در رایانش شناخته شده است.

## تحصیلات
والری بار لیسانس خود را در ریاضیات کاربردی از ماونت هولیوک در سال ۱۹۷۷، کارشناسی ارشد خود را در علوم رایانه از دانشگاه نیویورک در سال ۱۹۷۹، و دکترای خود را در علوم رایانه در سال ۱۹۹۶ از دانشگاه راتگرز دریافت کرد.

## حرفه
والری بار در حال حاضر اولین کسی است که استاد برجسته علوم رایانه  عضو صلیب مارگارت همیلتون در کالج بارد است. او در ژوئیه ۲۰۲۲ به این سمت منصوب شد. او علاوه بر تدریس دروس علوم رایانه، در این سمت بر دو موضوع تمرکز دارد: ۱) چگونه اطمینان حاصل کنیم که دانشجویان غیر CS که از محاسبات در دوره‌های خود استفاده می کنند، درک قوی از مفاهیم اساسی محاسبات دارند و ۲) آیا همه دانش‌آموزان باید در مورد محاسبات بدانند تا به طور فعال سرعت و تأثیر تغییرات تکنولوژیک را نقد کرده و به چالش بکشند؟
پیش از این، در سال ۲۰۱۷، والری بار به عنوان اولین کسی که دارای کرسی ژان ای. سامت در علوم رایانه در کالج مونت هولیوک بود، انتخاب شد. او از این سمت در سال ۲۰۲۲ استعفا داد و در کالج بارد مشغول به کار شد.
بار به مدت ۹ سال در دانشگاه هوفسترا در لانگ آیلند تدریس کرد و سپس در سال ۲۰۰۴ به عنوان رئیس بخش در کالج یونیون مشغول به کار شد، جایی که او روی بروزرسانی دوره‌های مقدماتی در علوم رایانه کار کرد تا بتواند گروه‌های مختلف غیرعلاقه‌مند را در علوم رایانه به خود جلب کند.